# باولو سيرجيو رودريغوس دوارتي دي أومارألميدا
باولو سيرجيو رودريغوس دوارتي دي أومارألميدا (بالألمانية: Paulo Sérgio) (و. 1976  م) هو لاعب كرة قدم، من البرتغال، ولد في لشبونة، يلعب كلاعب وسط.

## روابط خارجية
- باولو سيرجيو رودريغوس دوارتي دي أومارألميدا على موقع قاعدة بيانات كرة القدم.إي يو (الإنجليزية)
- باولو سيرجيو رودريغوس دوارتي دي أومارألميدا على موقع عالم كرة القدم.نت (الإنجليزية)